# Braun Ákos
Braun Ákos (Paks, 1978. június 26. –) Magyarország második világbajnok cselgáncsozója, Európa-bajnok, programtervező-matematikus.

## Pályafutása
Egyedülálló sportpályafutását mindvégig kettősség jellemzi. 1985-ben, hétéves korában ismerkedett meg a dzsúdóval, vagy ahogy itthon ismerik, a cselgánccsal. Azóta is a Paksi Atomerőmű SE Judo Szakosztályának sportolója. Már fiatalon kiemelkedő eredményeket ért el, majd közvetlenül a felnőtt korosztályba kerülés idején, egy makacs combsérülés szakította meg addig folyamatosan ívelő pályafutását. Ezt követően nehezebben jöttek az eredmények. Felnőttként, az első igazi sikert a 2002. évi rotterdami világkupa-győzelem jelentette számára. A következő években szépen gyarapodott az éremgyűjteménye. 2004-ben, a négyéves olimpiai ciklus végén súlycsoportjában a tizedik helyen végzett az európai ranglistán, mégsem lehetett felhőtlenül boldog. A világranglistától függetlenül, minden kontinens előre meghatározott számú versenyzőt kvalifikálhatott az olimpiára, Európából az első kilenc ember utazhatott minden súlycsoportban. Pár ponttal maradt le az Athéni Olimpiai Játékokról, bejelentette visszavonulását.
A 2004-es hátralevő részében megpróbált elhelyezkedni, állást találni, emellett azonban rendszeresen edzett. Mivel elhelyezkednie nem sikerült, úgy döntött, hogy harcba száll a 2005. évi kontinens-bajnokságon. Ez a döntés hozta meg számára az áttörést. Az athéni (2004) és pekingi olimpia közötti négy évben megrendezett hat egyéni felnőtt világversenyből háromszor dobogóra állhatott. Ebben a sportágban viszonylag későn, 27 évesen 2005-ben Rotterdamban Európa- , Kairóban világbajnok lett a 73 kg alattiak súlycsoportjában. Alig fél év alatt a sportág egyik legmeghatározóbb alakjává vált. Tizenkét évvel Kovács Antal világbajnoki diadala után, megszületett Magyarország második világbajnoki aranyérme a sportágban. Súlycsoportjában korábban még senki sem állhatott fel a dobogó legfelső fokára ugyanabban az évben Európa- és világbajnokságon egyaránt.
Az Európai Judo Unió az év dzsúdósának (2005) választotta, Magyarországon az Év Férfi Sportolója, világranglista-vezető. Ugyanebben az olimpiai ciklusban: egyetemi világbajnok, csapatban Európa-bajnoki ezüstérmes, világkupákon helyezett és Magyar-bajnok.
2008-ban, egy kisebb sérülést követően, a kvalifikációs sorozat utolsó állomását jelentő Európa-bajnokságon III. helyezést ért el Lisszabonban. A kvalifikációs sorozatot az európai ranglista 11. helyén zárta.
2021 októberében a magyar női válogatott szövetségi kapitánya lett.
Pupp Réka edzője.